# Fortune's Fools
Fortune's Fools is de dertiende aflevering van het derde seizoen van de televisieserie ER, die voor het eerst werd uitgezonden op 30 januari 1997.

## Verhaal
Hathaway ontmoet een politieagent die als patiënt in het ziekenhuis ligt. Het valt haar op dat zijn handen trillen en denkt dat er meer met hem aan de hand is. Zij krijgt alleen weinig medewerking van hem, hij wuift alle zorgen weg. Ondertussen doet Hathaway haar verhaal tegen een verslaggever over haar fatale fout wat het leven kostte van een patiënt. Door dit verhaal wordt zij geschorst door het ziekenhuis. 
Dr. Benton komt zijn vriendin Carla Reese tegen, hij ziet haar uitgezette buik en komt erachter dat zij zwanger is. Dit maakt hem zo van slag dat hij zijn student, dr. Carter, verwaarloost. Dr. Carter is het zat en neemt de beslissing om over te stappen naar een andere mentor, dr. Hicks. 
Dr. Fischer en Boulet behandelen een patiënt met syfilis, zij krijgen een discussie of zij dit wel of niet bekend moeten maken aan zijn partner. 
Er komt een groep toekomstige studenten op de SEH, dr. Weaver en dr. Greene besluiten de groep te splitsen en ieder een deel rond te leiden. Na hun rondleiding zijn de studenten van dr. Greene dolenthousiast, terwijl de studenten van dr. Weaver minder erover te spreken zijn. Hieruit blijkt dat dr. Greene goede vaardigheden bezit om les te geven. Ondertussen verbreekt hij en verpleegster Marquez hun relatie, zij zijn allebei snel over deze breuk heen.

## Rolverdeling

### Hoofdrol
- Anthony Edwards - Dr. Mark Greene
- George Clooney - Dr. Doug Ross
- Noah Wyle - Dr. John Carter
- Eriq La Salle - Dr. Peter Benton
- Laura Innes - Dr. Kerry Weaver
- Harry Lennix - Dr. Greg Fischer
- Jorja Fox - Dr. Maggie Doyle
- John Aylward - Dr. Donald Anspaugh
- CCH Pounder - Dr. Angela Hicks
- William H. Macy - Dr. David Morgenstern
- Gloria Reuben - Jeanie Boulet
- Julianna Margulies - verpleegster Carol Hathaway
- Ellen Crawford - verpleegster Lydia Wright
- Yvette Freeman - verpleegster Haleh Adams
- Laura Cerón - verpleegster Chuny Marquez
- Lily Mariye - verpleegster Lily Jarvik
- Conni Marie Brazelton - verpleegster Connie Oligario
- Deezer D - verpleger Malik McGrath
- Lyn Alicia Henderson - ambulancemedewerker Pamela Olbes
- Brian Lester - ambulancemedewerker Brian Dumar
- Montae Russell - ambulancemedewerker Dwight Zadro
- Charles Noland - E-Ray
- Lisa Nicole Carson - Carla Reese

### Gastrol
- Deborah May - Mary Cain
- Caitlin Dulany - Heather Morgan
- Jennifer McComb - Cindy Patterson
- Billie Worley - Mike Patterson
- Marnie McPhail - Lisa Sailor
- Kevin Tighe - Pete Mattimore
- Jim Hatch - Mr. Cliffe
- Tom Silardi - politieagent Pino
- Victor Raider-Wexler - bloedvaten dokter
- Seth Adkins - Benny Miles

en vele andere